# عيد الجلاء (تونس)
عيد الجلاء هو عيدٌ يحتفلُ به التونسيون في يوم 15 أكتوبر، وهو تاريخ جلاء (إخراج)  آخر جندي فرنسي عن الأراضي التونسية يوم  15 أكتوبر 1963.

## خلفية
انطلقت معركة الجلاء فعلياً يوم 8 فبراير/شباط 1958 بعد العدوان الفرنسي على قرية ساقية سيدي يوسف التي تقع على الحدود التونسية الجزائرية والتي استهدفت عدداً من المؤسسات المحلية ونتج عنها سقوط عشرات الشهداء الجزائريين والتونسيين. وفي 17 يوليو/تموز من نفس السنة قررت الحكومة التونسية العمل على إجلاء بقايا الجيوش الفرنسية من قاعدة بنزرت بالوسائل الديبلوماسية، إلا ان الأوضاع عادت للتأزم في شهر يوليو/تموز من العام 1961. في الرابع من نفسِ الشهر؛ دعا المكتب السياسي للحزب الحرّ الدستوري الحاكم إلى خوض معركة الجلاء، وبعد يومين أرسل الرئيس الحبيب بورقيبة موفداً خاصاً منه إلى الرئيس الفرنسي شارل ديغول محملًا برسالة يدعوه فيها لمفاوضات جدية.

## النتيجة
أُعلنَ في 23 يوليو عن وقف إطلاق النار لترك الفرصة أمام المفاوضات التي انتهت بإعلان فرنسا إجلاء قواتها من مدينة بنزرت وإخلاء القاعدة البحرية منها، وفي يوم 15 أكتوبر 1963، غادر الأميرال الفرنسي فيفياي ميناد المدينة إعلاناً عن نهاية مرحلة الاستعمار الفرنسي لتونس والتي بدأت يوم 12 ماي 1881 حيث دامت 82 سنة.